# بند هلاکو
بند هلاکو یک سد تاریخی در ۱۶ کیلومتری شمال شهر کرمان و در منطقه سیدی کرمان است که در زمان ترکان خاتون، از دوره قراختائیان کرمان و با هدف جمع‌آوری آب‌های سطحی دشت سیدی و همچنین کشاورزی جالیزی در این منطقه ساخته شده‌است. بند هلاکو بیش از ۷۰۰ سال قدمت دارد.
ارتفاع بند در بالادست بین ۹٫۶ تا ۱۰ متر و در پایین‌دست به ۸ متر کاهش پیدا می‌کند. طول تاج بند در بالادست ۴۳ متر و در پایین دست ۳۲ می‌باشد.